# YTN 뉴스 12
《YTN 뉴스 12》는 대한민국 YTN에서 평일 낮 12시에 방영한 YTN의 낮 뉴스 프로그램이다. 2012년 2월 27일부터 2013년 11월 15일까지 방영되었다.

## 타이틀 변천사
| 역대 | 타이틀       | 방송 기간                        |
| ---- | ------------ | -------------------------------- |
| 1기  | YTN 정오뉴스 | 2000년 1월 1일~2000년 12월 31일  |
| 2기  | YTN 뉴스 12  | 2012년 2월 27일~2013년 11월 15일 |

## 경쟁 프로그램
- KBS 뉴스 12
- MBC 정오뉴스
- SBS 12 뉴스
- EBS 정오뉴스